# Noemi Batki
Noemi Batki (Budapest, 12 ottobre 1987) è un'ex tuffatrice ungherese naturalizzata italiana.

## Biografia
Nata a Budapest da genitori ungheresi, all'età di tre anni si trasferisce in Italia, a Belluno, con la madre Ibolya Nagy, già rappresentante della nazionale ungherese di tuffi alle Olimpiadi di Barcellona del 1992.
A Belluno, allenata dalla madre, prende avvio la sua carriera sportiva, che ben presto la porta ad essere convocata nella nazionale italiana juniores e successivamente nella nazionale italiana maggiore.
I primi risultati di rilievo vengono dagli Europei Juniores di Aquisgrana, Germania, del 2004, dove conquista la medaglia d'argento dal trampolino sincronizzato dai 3 metri in coppia con la tuffatrice trentina Francesca Dallapé e il bronzo individuale dalla piattaforma.
Nella primavera del 2005 la Batki lascia Belluno per trasferirsi a Trieste, dove entra a far parte della Trieste Tuffi. Nell'estate 2005, a quasi 18 anni, partecipa ai mondiali di Montréal, Canada, dove, alla prima esperienza mondiale, raggiunge un eccellente e sorprendente quinto posto dal trampolino sincronizzato dai 3 metri, sempre in coppia con Francesca Dallapé, oltre a buoni piazzamenti individuali dal trampolino di 1 metro e 3 metri. Sempre nel 2005, a Elektrostal, in Russia, conquista la sua terza medaglia iridata juniores, ottenendo l'argento dai 3 metri.
Nel 2006, agli Europei di Budapest, in coppia con la Dallapè nel sincronizzato dai 3 metri, Noemi Batki ottiene nuovamente un buon piazzamento con un sesto posto, oltre ad ottenere un'altra medaglia, l'argento, in Coppa Europa a Stoccolma.
All'inizio del 2007 arriva un'altra medaglia europea a livello assoluto, con la conquista della medaglia di bronzo in Coppa Europa a Stoccolma, nel trampolino sincronizzato dai 3 metri, e si laurea campionessa italiana assoluta nel trampolino sincronizzato dai 3 metri e campionessa italiana di categoria dalla piattaforma e dal trampolino dai 3 metri ai Campionati Italiani Indoor di categoria di Trieste.

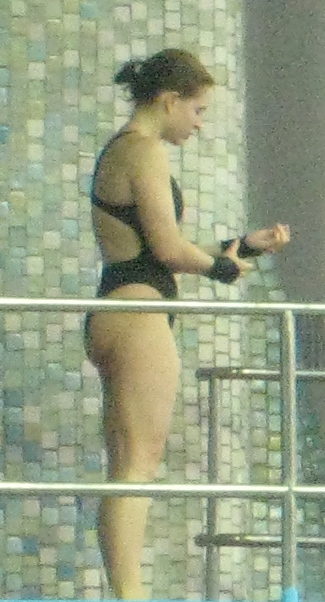
Noemi Batki nel 2013

Ai Mondiali di Melbourne 2007, Australia, la Batki ottiene buoni risultati, raggiungendo la semifinale nella gara dal trampolino da 1 metro e ottenendo l'undicesimo posto finale, oltre ad un ventesimo posto nella gara dal trampolino dai 3 metri e al nono posto nella gara di sincro dal trampolino dei 3 metri.
Nel maggio 2007 Noemi Batki, in coppia con Tania Cagnotto, ottiene la medaglia d'argento nel sincro da 10 metri al Grand Prix FINA di Montréal, mentre in coppia con Francesca Dallapé, da sempre sua compagna di sincro dal trampolino, vince la medaglia d'oro con record di punti nella tappa a Roma sempre del circuito internazionale Grand Prix Fina di tuffi.
Alle Universiadi svoltesi nell'agosto 2007 a Bangkok, Thailandia, conquista il suo primo oro assoluto dal trampolino da un metro, oltre ad ottenere due quinti posti nelle gare dei 3 metri, in singolo e in sincronizzato, sempre a brevissima distanza dal podio.
Dall'estate 2007 entra a far parte del gruppo sportivo dell'Esercito Italiano.
Il 2008 per la Batki inizia con la conquista di 2 medaglie, un oro in coppia con Francesca Dallapé nel sincro da 3 metri e un argento in coppia con Tania Cagnotto nel sincro da 10 metri, all'Arena Diving Champions Cup, anche nota come Coppa Europa, disputatasi a Stoccolma, Svezia, nel primo weekend di febbraio.
A metà febbraio, conquista la qualificazione alle Olimpiadi estive in programma a Pechino grazie al quinto posto, ottenuto nella Coppa del Mondo in programma proprio nella capitale cinese, nel sincro da 3 metri, con la compagna di sempre Francesca Dallapé. Agli Europei di Eindhoven del 2008 arriva anche la prima medaglia in carriera ai campionati europei, di bronzo, questa volta in coppia con Tania Cagnotto nella piattaforma sincro da 10 metri, la medaglia sicuramente più importante fino a quel momento nella sua carriera e che la iscrive nella storia dei tuffi italiani come quarta atleta azzurra di sempre a salire sul podio in un campionato europeo. Un'altra medaglia viene sfiorata anche nel sincro da 3 metri, dove la coppia Batki-Dallapè giunge quarta a brevissima distanza dal podio.
Alle Olimpiadi di Pechino 2008 la coppia Batki-Dallapè, esordiente ai giochi olimpici, rappresenta l'Italia nella gara del sincro da 3 metri ottenendo un buon sesto posto nella finale.
Agli Europei di Tuffi disputatisi nel marzo 2009 a Torino, per la prima volta in un contesto indipendenti dagli altri sport acquatici, Noemi raggiunge il decimo posto nella piattaforma femminile, disciplina nella quale prende parte anche ai campionati mondiali in programma nel luglio dello stesso anno a Roma, fermandosi però nelle eliminatorie con il 25º punteggio.
L'anno successivo, ai Campionati europei di nuoto 2010 di Budapest, sua città natale, arriva la conquista di un insperato argento dalla piattaforma da 10 metri, con 343,80 punti, alle spalle solo della tedesca Christin Steuer, medaglia d'oro con 354,50 punti, dopo aver completato un'incredibile rimonta, essendo addirittura dodicesima e ultima dopo l'esecuzione dei primi due tuffi.
L'inizio del 2011 segna la definitiva consacrazione sulla scena europea: ai Campionati europei di tuffi 2011 di Torino, Noemi conquista infatti la medaglia d'oro dalla piattaforma da 10 metri, ottenendo il record personale di punti, 346,35. Con il titolo di campionessa europea della specialità, si qualifica di diritto nella stessa gara per le Olimpiadi di Londra 2012 dove raggiungendo la finale, ottiene l'ottava posizione con il punteggio di 350,05 battendo il proprio record personale.
Dopo un periodo interlocutorio, nel 2014 Noemi Batki conquista nuovamente l'argento nella gara dalla piattaforma 10 m (346.40 punti) ai Campionati europei di nuoto 2014 di Berlino.
Agli europei di nuoto di Glasgow 2018 ha vinto la medaglia d'argento nella piattaforma 10 metri, chiudendo alle spalle dell'olandese Celine van Duijn. L'anno successivo, agli Europei di tuffi di Kiev, a quasi 32 anni conquista la sua seconda medaglia d'oro, nel sincro 10 m, in coppia con la 16enne Chiara Pellacani.
Nel 2019 si è laureata in Scienze della Comunicazione all'Università di Trieste. 
Si è ritirata dalla carriera agonistica il 3 febbraio 2023.

## Palmarès
- Europei di nuoto/tuffi

Eindhoven 2008: bronzo nel sincro 10 m.
Budapest 2010: argento nella piattaforma 10 m.
Torino 2011: oro nella piattaforma 10 m.
Eindhoven 2012: argento nella piattaforma 10 m.
Berlino 2014: argento nella piattaforma 10 m.
Rostock 2015: bronzo nella piattaforma 10 m.
Kiev 2017: bronzo nel sincro 10 m misto.
Glasgow 2018: argento nella piattaforma 10 m.
Kiev 2019: oro nel sincro 10 m.
- Universiadi

Bangkok 2007: oro nel trampolino 1 m.